# Мегаладаписы
Мегаладаписы, или коаловые лемуры (лат. Megaladapis), — род субфоссильных лемуров, обитавших на Мадагаскаре до XIII—XV века. Относится к семейству Megaladapidae (по современным представлениям не включающему других родов). Выделены два подрода, Megaladapis и Peloriadapis, в которые входят три вида. В систематике этот таксон ранее считался сестринским для лепилемуров, однако исследования с применением новейших технологий показывают, что он либо ближе к лемуровым, либо даже отделился от филогенетического дерева лемуров сразу после руконожек.
Мегаладаписы были немногочисленными крупными (масса тела до 85 кг) медлительными животными, проводившими жизнь на деревьях. Их зубы и желудок были адаптированы к лиственной диете. Причины вымирания окончательно не установлены, но предположительно связаны в том числе с человеческой деятельностью по сведению лесов — естественной среды обитания листоядных лемуров.

## История изучения и систематика
Череп мегаладаписа был описан зоологом Ч. И. Форсайтом Мейджором в докладе Лондонскому королевскому обществу в июне 1893 года, а затем в журнале Philosophical Transactions of the Royal Society B за 1894 год . Череп был получен Британским музеем в составе коллекции фоссилий с Мадагаскара. Дж. Т. Ласт, собиравший эту коллекцию для Уолтера Ротшильда, сообщил, что череп был найден в болотах Амбулисатра близ юго-западного побережья острова. Предложенное Форсайтом родовое имя Megaladapis (от греч. μέγας — «большой» — и Adapis) было связано с тем, что новый таксон обладал рядом общих характеристик (в том числе в строении моляров) с описанным ранее родом ископаемых приматов Adapis. Голотипу нового таксона Форсайт присвоил видовое имя Megaladapis madagascariensis. Уже в первой публикации Форсайта отмечалось вероятное совпадение в способе передвижения и диете нового таксона и австралийских коал, из-за чего в дальнейшем мегаладаписов стали также называть коаловыми лемурами.
|  | † M. (Peloriadapis) edwardsi                                               |
|  |                                                                            |
|  | \| \| † M. grandidieri \| \| \| \| \| \| † M. madagascariensis \| \| \| \| |
|  |                                                                            |
|  | † M. grandidieri                                                           |
|  |                                                                            |
|  | † M. madagascariensis                                                      |
|  |                                                                            |

|  | † M. grandidieri      |
|  |                       |
|  | † M. madagascariensis |
|  |                       |

|  | † M. (Peloriadapis) edwardsi                                               |
|  |                                                                            |
|  | \| \| † M. grandidieri \| \| \| \| \| \| † M. madagascariensis \| \| \| \| |
|  |                                                                            |
|  | † M. grandidieri                                                           |
|  |                                                                            |
|  | † M. madagascariensis                                                      |
|  |                                                                            |

|  | † M. grandidieri      |
|  |                       |
|  | † M. madagascariensis |
|  |                       |

|  | † Palaeopropithecidae |
|  |                       |
|  | Indriidae             |
|  |                       |

|  | † M. (Peloriadapis) edwardsi                                               |
|  |                                                                            |
|  | \| \| † M. grandidieri \| \| \| \| \| \| † M. madagascariensis \| \| \| \| |
|  |                                                                            |
|  | † M. grandidieri                                                           |
|  |                                                                            |
|  | † M. madagascariensis                                                      |
|  |                                                                            |

|  | † M. grandidieri      |
|  |                       |
|  | † M. madagascariensis |
|  |                       |

|  | † M. (Peloriadapis) edwardsi                                               |
|  |                                                                            |
|  | \| \| † M. grandidieri \| \| \| \| \| \| † M. madagascariensis \| \| \| \| |
|  |                                                                            |
|  | † M. grandidieri                                                           |
|  |                                                                            |
|  | † M. madagascariensis                                                      |
|  |                                                                            |

|  | † M. grandidieri      |
|  |                       |
|  | † M. madagascariensis |
|  |                       |

|  | † Palaeopropithecidae |
|  |                       |
|  | Indriidae             |
|  |                       |

|  | † M. (Peloriadapis) edwardsi                                               |
|  |                                                                            |
|  | \| \| † M. grandidieri \| \| \| \| \| \| † M. madagascariensis \| \| \| \| |
|  |                                                                            |
|  | † M. grandidieri                                                           |
|  |                                                                            |
|  | † M. madagascariensis                                                      |
|  |                                                                            |

|  | † M. grandidieri      |
|  |                       |
|  | † M. madagascariensis |
|  |                       |

|  | † M. (Peloriadapis) edwardsi                                               |
|  |                                                                            |
|  | \| \| † M. grandidieri \| \| \| \| \| \| † M. madagascariensis \| \| \| \| |
|  |                                                                            |
|  | † M. grandidieri                                                           |
|  |                                                                            |
|  | † M. madagascariensis                                                      |
|  |                                                                            |

|  | † M. grandidieri      |
|  |                       |
|  | † M. madagascariensis |
|  |                       |

|  | † Palaeopropithecidae |
|  |                       |
|  | Indriidae             |
|  |                       |

|  | † M. (Peloriadapis) edwardsi                                               |
|  |                                                                            |
|  | \| \| † M. grandidieri \| \| \| \| \| \| † M. madagascariensis \| \| \| \| |
|  |                                                                            |
|  | † M. grandidieri                                                           |
|  |                                                                            |
|  | † M. madagascariensis                                                      |
|  |                                                                            |

|  | † M. grandidieri      |
|  |                       |
|  | † M. madagascariensis |
|  |                       |

|  | † M. (Peloriadapis) edwardsi                                               |
|  |                                                                            |
|  | \| \| † M. grandidieri \| \| \| \| \| \| † M. madagascariensis \| \| \| \| |
|  |                                                                            |
|  | † M. grandidieri                                                           |
|  |                                                                            |
|  | † M. madagascariensis                                                      |
|  |                                                                            |

|  | † M. grandidieri      |
|  |                       |
|  | † M. madagascariensis |
|  |                       |

|  | † Palaeopropithecidae |
|  |                       |
|  | Indriidae             |
|  |                       |

|  | † M. grandidieri                                                        |
|  |                                                                         |
|  | \| \| † M. edwardsi \| \| \| \| \| \| † M. madagascariensis \| \| \| \| |
|  |                                                                         |
|  | † M. edwardsi                                                           |
|  |                                                                         |
|  | † M. madagascariensis                                                   |
|  |                                                                         |

|  | † M. edwardsi         |
|  |                       |
|  | † M. madagascariensis |
|  |                       |

|  | Lepilemuridae  |
|  |                |
|  | Cheirogaleidae |
|  |                |

|  | Lemuridae             |
|  |                       |
|  | † Archaeolemuridae    |
|  |                       |
|  | † Palaeopropithecidae |
|  |                       |
|  | Indriidae             |
|  |                       |

|  | † M. grandidieri                                                        |
|  |                                                                         |
|  | \| \| † M. edwardsi \| \| \| \| \| \| † M. madagascariensis \| \| \| \| |
|  |                                                                         |
|  | † M. edwardsi                                                           |
|  |                                                                         |
|  | † M. madagascariensis                                                   |
|  |                                                                         |

|  | † M. edwardsi         |
|  |                       |
|  | † M. madagascariensis |
|  |                       |

|  | Lepilemuridae  |
|  |                |
|  | Cheirogaleidae |
|  |                |

|  | Lemuridae             |
|  |                       |
|  | † Archaeolemuridae    |
|  |                       |
|  | † Palaeopropithecidae |
|  |                       |
|  | Indriidae             |
|  |                       |

|  | † M. grandidieri                                                        |
|  |                                                                         |
|  | \| \| † M. edwardsi \| \| \| \| \| \| † M. madagascariensis \| \| \| \| |
|  |                                                                         |
|  | † M. edwardsi                                                           |
|  |                                                                         |
|  | † M. madagascariensis                                                   |
|  |                                                                         |

|  | † M. edwardsi         |
|  |                       |
|  | † M. madagascariensis |
|  |                       |

|  | Lepilemuridae  |
|  |                |
|  | Cheirogaleidae |
|  |                |

|  | Lemuridae             |
|  |                       |
|  | † Archaeolemuridae    |
|  |                       |
|  | † Palaeopropithecidae |
|  |                       |
|  | Indriidae             |
|  |                       |

|  | † M. grandidieri                                                        |
|  |                                                                         |
|  | \| \| † M. edwardsi \| \| \| \| \| \| † M. madagascariensis \| \| \| \| |
|  |                                                                         |
|  | † M. edwardsi                                                           |
|  |                                                                         |
|  | † M. madagascariensis                                                   |
|  |                                                                         |

|  | † M. edwardsi         |
|  |                       |
|  | † M. madagascariensis |
|  |                       |

|  | Lepilemuridae  |
|  |                |
|  | Cheirogaleidae |
|  |                |

|  | Lemuridae             |
|  |                       |
|  | † Archaeolemuridae    |
|  |                       |
|  | † Palaeopropithecidae |
|  |                       |
|  | Indriidae             |
|  |                       |

|  | † M. grandidieri                                                        |
|  |                                                                         |
|  | \| \| † M. edwardsi \| \| \| \| \| \| † M. madagascariensis \| \| \| \| |
|  |                                                                         |
|  | † M. edwardsi                                                           |
|  |                                                                         |
|  | † M. madagascariensis                                                   |
|  |                                                                         |

|  | † M. edwardsi         |
|  |                       |
|  | † M. madagascariensis |
|  |                       |

|  | Lepilemuridae  |
|  |                |
|  | Cheirogaleidae |
|  |                |

|  | Lemuridae             |
|  |                       |
|  | † Archaeolemuridae    |
|  |                       |
|  | † Palaeopropithecidae |
|  |                       |
|  | Indriidae             |
|  |                       |

|  | † M. grandidieri                                                        |
|  |                                                                         |
|  | \| \| † M. edwardsi \| \| \| \| \| \| † M. madagascariensis \| \| \| \| |
|  |                                                                         |
|  | † M. edwardsi                                                           |
|  |                                                                         |
|  | † M. madagascariensis                                                   |
|  |                                                                         |

|  | † M. edwardsi         |
|  |                       |
|  | † M. madagascariensis |
|  |                       |

|  | Lepilemuridae  |
|  |                |
|  | Cheirogaleidae |
|  |                |

|  | Lemuridae             |
|  |                       |
|  | † Archaeolemuridae    |
|  |                       |
|  | † Palaeopropithecidae |
|  |                       |
|  | Indriidae             |
|  |                       |

|  | † M. grandidieri                                                        |
|  |                                                                         |
|  | \| \| † M. edwardsi \| \| \| \| \| \| † M. madagascariensis \| \| \| \| |
|  |                                                                         |
|  | † M. edwardsi                                                           |
|  |                                                                         |
|  | † M. madagascariensis                                                   |
|  |                                                                         |

|  | † M. edwardsi         |
|  |                       |
|  | † M. madagascariensis |
|  |                       |

|  | Lepilemuridae  |
|  |                |
|  | Cheirogaleidae |
|  |                |

|  | Lemuridae             |
|  |                       |
|  | † Archaeolemuridae    |
|  |                       |
|  | † Palaeopropithecidae |
|  |                       |
|  | Indriidae             |
|  |                       |

|  | † M. grandidieri                                                        |
|  |                                                                         |
|  | \| \| † M. edwardsi \| \| \| \| \| \| † M. madagascariensis \| \| \| \| |
|  |                                                                         |
|  | † M. edwardsi                                                           |
|  |                                                                         |
|  | † M. madagascariensis                                                   |
|  |                                                                         |

|  | † M. edwardsi         |
|  |                       |
|  | † M. madagascariensis |
|  |                       |

|  | Lepilemuridae  |
|  |                |
|  | Cheirogaleidae |
|  |                |

|  | Lemuridae             |
|  |                       |
|  | † Archaeolemuridae    |
|  |                       |
|  | † Palaeopropithecidae |
|  |                       |
|  | Indriidae             |
|  |                       |

В статье 1894 года Форсайт подчёркивал, что данное им название не должно трактоваться как указывающее на близкую родственную связь мегаладаписов с адаписами; напротив, он отчётливо понимал, что эти таксоны далеки друг от друга, хотя и считал, что адаписы представляют собой ветвь лемурообразных. Форсайт отмечал сходство по отдельным морфологическим характеристикам между мегаладаписами и такими современными представителями лемурообразных, как лепилемуры, карликовые лемуры и индриевые. Тем не менее он выделял их в общей классификации лемуров в отдельное семейство — мегаладапиды.
С родом Megaladapis с начала XX века и вплоть до 1970-х годов связывали в качестве младшего синонима также описанный в 1895 году Анри Фильолем по неполной плечевой кости вид Thaumastolemur grandidieri, но позже была доказана ошибочность этой точки зрения. В 1898 году французский натуралист Альфред Грандидье описал по нескольким зубам и фрагменту челюсти вид Peloriadapis edwardsi, который затем был связан с родом Megaladapis. Название Peloriadapis сохраняется как подродовое для самого крупного известного вида мегаладаписов. В следующие несколько лет были описаны дополнительные виды мегаладаписов, а также несколько таксонов более высокого ранга, которые рассматривались затем как возможные синонимы. В 1902 году Грандидье провёл объединительную работу, в частности слив описанный Форсайтом вид M. insignis со своим. В 1903 году был описан третий вид мегаладаписов, считающийся валидным и в XXI веке — M. grandidieri. Герберт Стэндинг описал этот вид по находкам, сделанным на раскопках в Ампасамбазимбе в центральной части острова.
На основании известных фоссилий Грандидье сделал вывод о том, что мегаладаписы, чьи передние конечности были длиннее задних, вели древесный образ жизни. Эту точку зрения поддержал и его современник Лоренц фон Либурнау — первый исследователь, верно опознавший кости посткраниального скелета мегаладаписа (впрочем, он не исключал и наземный образ жизни, подобный тому, который вели пещерные медведи). Реконструируя по костным остаткам облик животного, Лоренц писал о мясистых носе и губах, приспособленных для срывания листьев, и о широком желудке, приспособленном для их переваривания. Публикация Лоренца была, однако, оставлена без внимания современниками, продолжавшими приписывать кости других видов мегаладаписам и наоборот. Так, Герберт Стэндинг ошибочно приписал костный материал мегаладаписа палеопропитеку, сделав смелый вывод, что тот вёл водный образ жизни (в свою очередь сильно вытянутая и уплощённая в передне-заднем направлении подвздошная кость мегаладаписа Грандидье заставила уже другого палеонтолога, Джузеппе Сера, высказать гипотезу о том, что его тело было приспособлено к тому, чтобы скрываться под водой). Путаница была в основном ликвидирована в 1930-х годах благодаря публикациям Шарля Ламбертона, описавшего многочисленные фоссилии и систематизировавшего известный материал. С другой стороны, Ламбертон отказался от теории о древесном образе жизни мегаладаписов и предложил версию о наземном передвижении на четырёх конечностях, наподобие современных горилл. В его реконструкции и более поздних публикациях французских авторов мегаладаписы представали наземными жителями, диета которых состояла из выкапываемых из земли кореньев и луковиц. Лишь с 1950-х годов новый анализ зубного материала подтвердил, что мегаладапис был листоядным, а в следующие два десятилетия изучение длинных искривлённых фаланг заставило вернуться к образу медленно карабкающегося по деревьям существа.
Долгое время мегаладаписы рассматривались как сестринская группа лепилемуров, входящая с ними в одно семейство, которое могли называть как Lepilemuridae, так и Megaladapidae, а также выделять внутри него два подсемейства. Однако исследования конца XX и начала XXI века, использовавшие методы анализа древней ДНК и молекулярных часов, этот постулат не подтвердили. Согласно этим исследованиям мегаладаписы были сестринским таксоном либо для лемуровых, либо даже для всех групп лемурообразных после отделения руконожек от основного филогенетического дерева.
Секвенирование ядерного генома Megaladapis edwardsi, жившего около 1500 лет назад, указывает на конвергентную эволюцию M. edwardsi и современных листоядных приматов (тонкотелых обезьян) и современных копытных травоядных (лошадей), в генах которых кодирующие белковые продукты участвуют в биоразложении токсинов растений и всасывании питательных веществ.

## Физические характеристики
Мегаладаписы были крупными приматами, масса тела которых, в зависимости от вида, могла колебаться от приблизительно 40 до 80 (по некоторым источникам — и более) килограммов; самый крупный из видов, Megaladapis edwardsi, с максимальной длиной черепа 317 мм входит в число крупнейших известных мокроносых приматов. До того, как были разрешены проблемы с принадлежностью костей скелета, большие черепа мегаладаписов были причиной того, что общие размеры их тела оценивались как ещё более крупные. При этом морфологически мегаладаписы, как и другие крупные субфоссильные лемуры, значительно больше походили на более мелких современных лемуров, чем на сравнимых с ними по размерам антропоидов, таких как орангутаны. В частности, у субфоссильных лемуров объём головного мозга был значительно меньше, чем у обезьян сопоставимых размеров. Характерен был также более узкий зрительный канал, указывающий на меньшую резкость зрения и приспособленность к низкому освещению, почти отсутствовал половой диморфизм по размерам тела или клыков, а постоянные зубы развивались на очень раннем этапе.

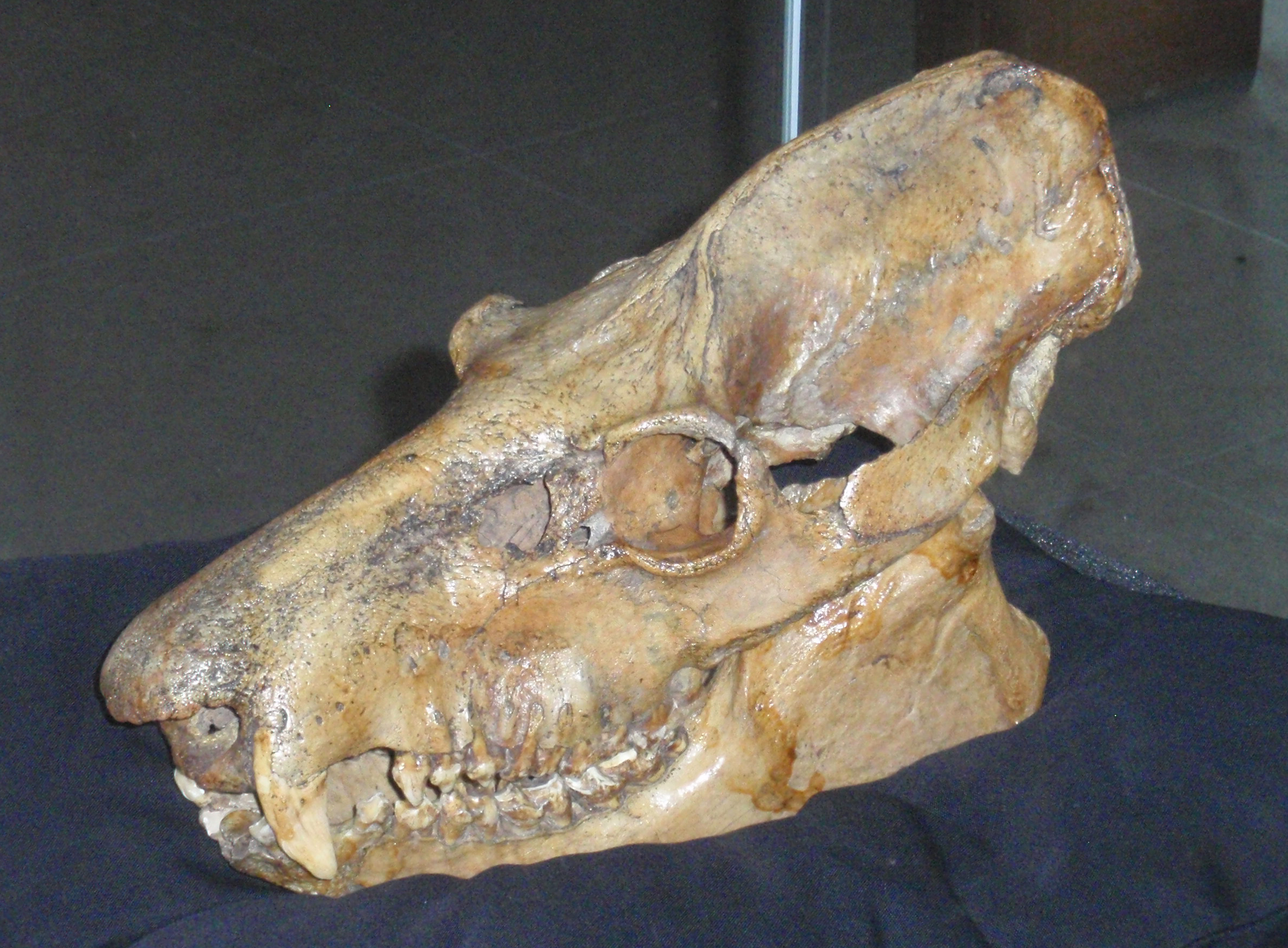
Череп вытянут и сплюснут с боков, верхние резцы отсутствуют

Череп, непропорционально большой по отношению к телу, непохож на черепа других лемуров. При этом уже Форсайт Мейджор отметил многочисленные совпадения в анатомии черепа мегаладаписов и современных коал (хотя у мегаладаписов эти черты сильно гипертрофированы). Череп сплюснут с боков, а лицевой отдел сильно удлинён, так что мозговой отдел занимает не больше половины объёма черепа. Глазницы запрокинуты вверх и отстоят далеко друг от друга, слуховая булла уплощённая. Большое затылочное отверстие сдвинуто назад, затылочные мыщелоки расположены перпендикулярно основанию черепа. Скуловые дуги массивные, имеются хорошо развитые затылочный бугор и сагиттальный гребень. По-видимому, височная мышца в своей задней части была очень мощной, тогда как в передней части несколько редуцирована. Носовые кости далеко выдаются за переднюю границу твёрдого нёба, по-видимому, свидетельствуя о подвижности морды. Эта длина и загнутая вниз форма костей носа уникальны среди приматов и имеют сходство с анатомией свиного рыла (хотя и не хобота тапиров).
Отверстие ниже глазниц, через которое проходят нервы к осязательным рецепторам верхней губы и района вибрисс, невелико. Длинный, сильно выступающий отросток затылочной кости указывает на увеличенные размеры двубрюшной мышцы — явления, распространённого среди средних и крупных лемуров в целом, но у мегаладаписов достигающего своего пика. Засуставной отросток скуловой дуги также необычайно мощный, с широкой передней поверхностью. Зубы сконцентрированы в передней части челюсти, зубная формула 0.1.3.32.1.3.3, нижние резцы и клыки образуют характерную для мокроносых обезьян зубную гребёнку. В верхней челюсти у взрослых экземпляров отсутствуют резцы, вместо них имеется костяной гребень, указывающий на наличие при жизни роговых наростов, подобных имеющимся у некоторых современных жвачных. Моляры характеризуются сложными бугорками и существенным увеличением размеров от передних к задним.
Сдвинутое к задней стенке черепа затылочное отверстие по сути дела превращает вытянутую голову мегаладаписа в продолжение длинной шеи. Все конечности слегка искривлённые, что характерно для лазающих животных. Передние конечности длинные относительно задних (в частности, у мадагаскарского мегаладаписа и у мегаладаписа Грандидье интермембральный индекс составляет соответственно 114 и 115, а у третьего вида достигает 120), при этом все конечности массивные, но короткие по отношению к вытянутому туловищу — в особенности это касается плечевых костей, сильно укороченных в сравнении с аналогичными костями у современных обезьян сопоставимых размеров, однако и бедренная кость у мегаладаписов короче относительно размеров тела. Длина кистей и стоп относительно общей длины конечностей непропорционально велика, большие пальцы как на передних, так и на задних конечностях длинные и сильные, «клешневидные» — большой палец на стопе, как и на ладони, отстоит далеко от остальных. Хвост короткий.

## Палеоэкология

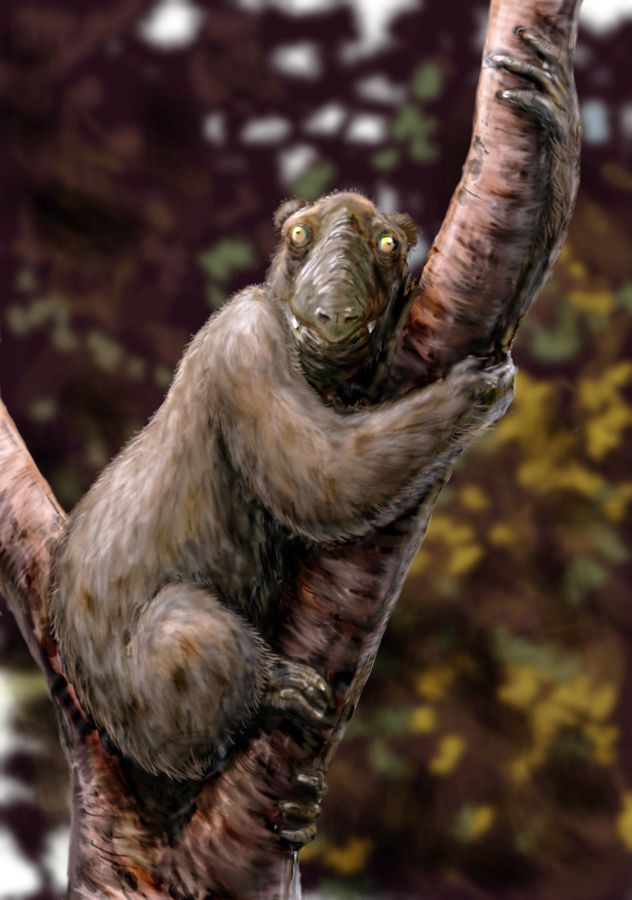
Художественная реконструкция облика

К началу XXI века сформировалось представление, что мегаладаписы вели образ жизни, схожий с образом жизни коалы. Строение полукружных каналов (органов равновесия, расположенных во внутреннем ухе) и внутренняя структура зубов указывают на то, что эти животные были малоподвижны. По деревьям они переползали, цепко хватаясь всеми четырьмя лапами за ствол или толстые ветки и совершая короткие вертикальные рывки, а от дерева к дереву, вероятно, переходили по земле короткими скачка́ми на четырёх ногах. Предполагается, что мадагаскарский мегаладапис и мегаладапис Грандидье были лучше приспособлены к жизни на деревьях, чем третий вид (в том числе часто повисая на ветках на задних лапах), но и он, по-видимому, вёл в основном древесный образ жизни.
Мегаладаписы были листоядными (доля твёрдых семян и сочных плодов в их рационе незначительна, в отличие от многих палеопропитековых). Их жевательный и пищеварительный аппарат был приспособлен для употребления в пищу листьев. Анализ ядерной ДНК показывает вероятные параллели в устройстве пищеварительного аппарата с современными тонкотелыми обезьянами, чей рацион также состоит из листьев и семян. О преимущественно лиственной диете свидетельствуют мощные моляры с высоким рельефом и длинными режущими гребнями, а также характер их микроизноса (царапины и щербины). Длинную шею и морду исследователи рассматривают как форму адаптации. Предположительно, они облегчали мегаладапису задачу, оставаясь на одной ветке или стволе и, возможно, помогая себе передними конечностями, собирать пищу с большего пространства. Мясистый подвижный кончик морды — подвижности верхней губы способствовало отсутствие верхних резцов, — вероятно, помогал обрывать листья с веток (одна из возможных реконструкций облика мегаладаписа включает плотный нарост на конце морды, в сочетании с зубной гребёнкой в нижней челюсти облегчавший эту задачу). На лиственную диету указывают и маленькие размеры подглазничного отверстия для пучка осязательных нервов, ведущих к верхней губе и вибриссам: это отверстие, как правило, больше у животных, в чьём рационе значительную часть составляют фрукты, и меньше у листоядных.
Доказано, что постоянные зубы у мегаладаписов развивались на очень ранней стадии (хотя и не настолько ранней, как у палеопропитеков). Раннее развитие постоянных зубов и небольшой объём мозга у субфоссильных лемуров (включая мегаладаписов) рассматриваются как признаки того, что эти приматы рано переходили к самостоятельной, независимой от родителей жизни и, возможно, рано достигали половой зрелости. При этом исследования генома показывают низкий уровень генетического разнообразия, что свидетельствует о небольших размерах популяции.
Мегаладапис Эдвардса и мадагаскарский мегаладапис обитали на юге Мадагаскара, мегаладапис Грандидье водился в центральной холмистой части острова; фоссилии из северо-восточных районов и с крайнего севера Мадагаскара имеют черты, схожие как с M. madagascariesis, так и с M. grandidieri, но их окончательная классификация затруднена. Кости M. edwardsi и M. madagascariensis часто встречаются в одних и тех же отложениях в южных и юго-западных районах, что указывает на то, что как правило эти два вида, занимавшие одну и ту же экологическую нишу, успешно делили её между собой. В то же время есть месторождения (в том числе Андраумана на крайнем юго-востоке острова), где кости более мелкого мадагаскарского мегаладаписа почти полностью отсутствуют — возможно, вследствие вытеснения более крупным сородичем.
Естественными врагами мегаладаписов были крупные лазающие хищники — в частности, гигантская фосса, хотя её жертвами намного чаще становились более мелкие мадагаскарские мегаладаписы, чем их крупные сородичи. Кроме того, лемуры, спускавшиеся на землю, чтобы перейти от дерева к дереву, могли становиться добычей наземных хищников, в том числе крокодилов.
Мегаладаписы являются субфоссильным (полуископаемым) родом. Все известные останки мегаладаписов, в том числе полные скелеты, обнаружены в голоценовых отложениях Мадагаскара. Последние из них вымерли уже в историческое время, через 1,5 тысячи лет после появления на Мадагаскаре человека. Так, возраст наиболее недавних костных остатков из пещеры Анкилителу на северо-западе Мадагаскара методом радиоуглеродной датировки оценен в 585 ± 65 лет до настоящего времени. Ещё ряд находок датируется по той же методологии началом и серединой первого тысячелетия н. э. Результаты радиоуглеродного анализа других фоссилий позволяют датировать их 25-м и 11-м тысячелетиями до новой эры (соответственно, в месторождениях Антсируандуха и Андрафиабе). Вымирание мегаладаписов началось, предположительно, около 1000 лет назад, после того, как на Мадагаскаре стали появляться крупные человеческие поселения. 
В качестве возможных причин исчезновения мегаладаписов называются сведение людьми лесов под сельскохозяйственные земли, охота, а также катастрофическая засуха, приведшая к сокращению площади тропических лесов. Медлительным листоядным гигантам могли угрожать и размножившиеся дичавшие свиньи. Исследования ДНК показали, что популяции мегаладаписов, вероятно, изначально были малочисленными, и это могло ускорить их вымирание после прихода людей. В культурных слоях крупных человеческих поселений, однако, почти нет следов употребления гигантских лемуров в пищу, что свидетельствует о том, что в исторические времена они уже были редкостью — «живыми ископаемыми».
Тем не менее на Мадагаскаре и в более поздние периоды ходили легенды о человекоподобных существах третретретре (или тратратратра, легенда записана Этьеном де Флакуром в 1658 году) и токандии, что позволяет криптозоологам развивать псевдонаучные теории о том, что в глубине острова всё ещё сохранилась популяция мегаладаписов. Другие теории связывают рассказ о третретретре, обладающем круглой головой, похожей на человеческую, в отличие от вытянутого черепа мегаладаписа, с ещё одним субфоссильным лемуром, палеопропитеком.

## Классификация
К началу XXI века систематики насчитывают в роде Megaladapis три отдельных вида: M. edwardsi, M. grandidieri и M. madagascariensis, часто разносимых в два разных подрода — собственно Megaladapis и Peloriadapis. Все виды описаны в конце XIX — начале XX века. Кроме того, в ряде месторождений на севере Мадагаскара найдены фоссилии, принадлежащие мегаладаписам, но не относимые к известным видам.
Подрод Megaladapis Forsyth Major, 1894

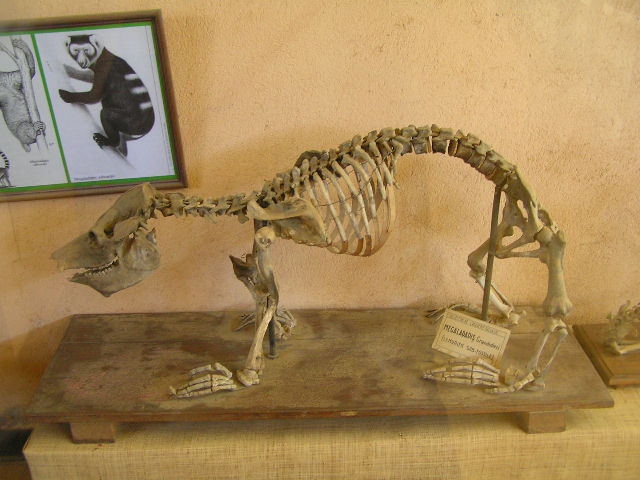
Скелет мегаладаписа Грандидье в зоопарке Тсимбазаза

- Мадагаскарский мегаладапис[3] (Megaladapis (Megaladapis) madagascariensis Forsyth Major, 1894, частичный синоним Megaladapis filholi Grandidier, 1899) — первый открытый и самый мелкий вид. Средняя длина черепа 245 мм[26], масса тела оценивается в 45 кг[5]. Интермембральный индекс (соотношение длин передней и задней конечностей) 114[28]. Плечевая кость в дистальной части расширяется, образуя большой плечемышцевый выступ. Диафиз лучевой кости сильно искривлён, также сильно изогнута в продольном плане головка плечевой кости. Крупная пяточная кость с выступающим в срединной плоскости бугром; выдающийся бугор имеется также на пятой плюсневой кости. Длинный и мощный большой палец стопы далеко отстоит от остальных. Суставная головка таранной кости менее уплощённая, чем у других видов, и имеет более выраженные борозды[26]. Место находки типового экземпляра — Амбулисатра[2].

- Мегаладапис Грандидье[3] (Megaladapis (Megaladapis) grandidieri Standing, 1905, частичный синоним Megaladapis gallienii Standing, 1908[26]) — более крупный, чем M. madagascariensis, но схожий с ним вид; возможно, мадагаскарский мегаладапис и мегаладапис Грандидье представляют собой географические разновидности одной клады или морфы. Оценочная масса тела 75 кг[40], средняя длина черепа составляет 289 мм. Кривизна проксимальных фаланг невелика по сравнению с другими видами. Интермембральный индекс 115. Самая короткая бедренная кость относительно размеров тела из всех коаловых лемуров, но размеры большеберцовой и малоберцовой костей сопоставимы с размерами аналогичных костей у M. edwardsi (на определённом этапе эти кости мегаладаписа Грандидье даже приписывались ещё более крупному лемуру — археоиндри). Зубы по сравнению с размерами тела небольшие, с широкими диастемами[41]. Место находки типового экземпляра — Ампасамбазимба[2].

Подрод Peloriadapis Forsyth Major, 1899
- Мегаладапис Эдвардса[3] (Megaladapis (Peloriadapis) edwardsi Grandidier, 1899, частичные синонимы Megaladapis insignis Forsyth Major, 1900, Megaladapis brachycephalus Lorenz von Liburnau, 1900, Megaladapis dubius Lorenz von Liburnau, 1900, Palaeolemur destructus Lorenz von Liburnau, 1900[26]) — самый крупный вид, отличающийся от двух остальных как внешне, так и по ареалу (обнаружен только в засушливых южных и юго-западных районах Мадагаскара, тогда как двое его сородичей были распространены шире). Масса тела оценивается в 85 кг[40], средняя длина черепа составляет 296 мм[42]. Интермембральный индекс 120[28] — выше, чем у других видов рода. Круральный индекс (соотношение длин большеберцовой и бедренной костей) низкий. Длинные выступающие нижние клыки, клыковидную форму имеет также крупный первый премоляр (P3) нижней челюсти, резцы нижней челюсти образуют функциональную зубную гребёнку. Подбородочный симфиз сросшийся. Плоская слуховая булла, трубкообразная слуховая труба. Диафизы плечевой и лучевой костей относительно прямые. Подвздошная кость длинная, расширенная сверху. Коленный сустав сильно вывернут наружу. Бугор на пятой плюсневой кости относительно небольшой[26]. Место находки типового экземпляра — Амбулисатра[2].